# N274 (België)
De N274 is een gewestweg in Brussel, België tussen Anderlecht (N6) en Sint-Jans-Molenbeek (N8). De weg heeft een lengte van ongeveer 2 kilometer.
De route gaat achtereenvolgens via de Doverstraat en Birminghamstraat.
De gehele weg is in beide richtingen te berijden.